# De las alegorías a las novelas
Es un artículo ensayístico de Jorge Luis Borges, comprendido en la serie Otras Inquisiciones. 
Explora la diferencia entre alegoría y novela y cómo ambas pertenecen a una época de desarrollo del pensamiento.

Observa en particular las opiniones del escritor Gilbert Keith Chesterton (a favor de la alegoría) y del crítico Benedetto Croce (en contra).
 
Asimismo relaciona la evolución de dichos géneros en relación con una teoría del escritor inglés Samuel Taylor Coleridge según la cual los hombres podrían dividirse en platónicos y aristotélicos y por lo cual la novelística reflejaría el espíritu analítico y detallista del pensamiento moderno como una consecuencia del aristotelismo y del nominalismo. Dicha reflexión sería una suerte de cosmovisión o estructura del pensamiento insoslayable y fatal del hombre actual.
El artículo finaliza con una conjetura, —ensayo de pensamiento muy propio del autor—, en la que atribuye el punto de inflexión hacia la novelística en una traducción de un verso por parte Geoffrey Chaucer; literalmente:

El pasaje de alegoría a novela, de especies a individuos, de realismo a nominalismo, requirió algunos siglos, pero me atrevo a sugerir una fecha ideal. Aquel día de 1382 en que Geoffrey Chaucer, que tal vez no se creía nominalista, quiso traducir al inglés el verso de Boccaccio “E con gli occulti ferri i Tradimenti” (Y con hierros ocultos las Traiciones), y lo repitió de este modo: “The smyler with the knyf under the cloke” (El que sonríe, con el cuchillo bajo la capa).

## Curiosidades
Otro lugar donde hace mención con bastante detalle a esta teoría es en una conferencia sobre Nathaniel Hawthorne, dictada en el Colegio Libre de Estudios Superiores, en 1949, contenida en el mismo volumen.